# Renia larvalis
Renia larvalis là một loài bướm đêm trong họ Noctuidae.